# ウラジーミル・スハレフ
ウラジーミル・スハレフ（ロシア語: Владимир Сухарев、1924年7月10日 - 1997年4月30日）は、ソビエト連邦の陸上競技選手。1952年ヘルシンキオリンピックおよび1956年メルボルンオリンピックの銀メダリストである。

## 経歴
スハレフは、ソ連が初出場した1952年ヘルシンキオリンピックに出場。100mでは5位に終わったものの、4×100mリレーでは、ボリス・トカレフ、レヴァン・カリャエフ、レヴァン・サナゼとともにソ連チームの一員として出場し、アメリカに次いで銀メダルを獲得した。
スハレフは、4年後のメルボルンオリンピックにも2大会連続出場。再び4×100mリレーに出場し、前回大会に引き続きトカレフと、レオニード・バルテネフ、ユーリ・コノバロフとともに、2大会連続の銀メダルを獲得した。

## 主な実績
| 年   | 大会                 | 場所                       | 種目         | 結果 | 記録  |
| ---- | -------------------- | -------------------------- | ------------ | ---- | ----- |
| 1950 | ヨーロッパ陸上選手権 | ブリュッセル(ベルギー)     | 100m         | 3位  | 10秒7 |
| 1950 | ヨーロッパ陸上選手権 | ブリュッセル (ベルギー)    | 4×100mリレー | 1位  | 41秒5 |
| 1952 | オリンピック         | ヘルシンキ(フィンランド)   | 100m         | 5位  | 10秒5 |
| 1952 | オリンピック         | ヘルシンキ (フィンランド)  | 4×100mリレー | 2位  | 40秒3 |
| 1956 | オリンピック         | メルボルン(オーストラリア) | 4×100mリレー | 2位  | 39秒8 |